# فرانك هوفلاند
فرانك هوفلاند (بالنرويجية البوكمول: Frank Hovland)‏ هو ملحن ومنتج أسطوانات وموسيقي نرويجي، ولد في 6 يونيو 1960 في برغن في النرويج.